# Bodentravet
Bodentravet, belägen i Boden i Norrbottens län, är en av Sveriges permanenta travbanor. Banan invigdes 1944 och är sedan dess den nordligaste travbanan i Sverige. Den drivs sedan starten 1944 av Norrbottens Travsällskap, och hette länge Torpgärdans travbana efter området den är belägen i. Det största årliga evenemanget på Bodentravet är Norrbottens Stora Pris.

## Historia
Travbanan invigdes 1944. Tävlingarna har sedan starten bedrivits av Norrbottens Travsällskap (NTS). Till en början arrangerades bara lopp till kallblodiga arbetshästar, men sedan 1950 arrangeras även travlopp med varmblod.
Travbanan har bytt namn ett par gånger och har i tur och ordning haft följande namn:
- Norrbottens travbana (1944–1957)
- Torpgärdans travbana, "Torpgärdan" (1958–1981)[2]
- Bodentravet (1982–2008, 2013–)[2]
- 2008–2013 – Peabtravet (2008–2013)[2]

Bodentravet omdöptes den 1 april 2008 till Peabtravet, efter att bolaget Peab köpt namnrättigheterna under tre års tid. 2013 marknadsför man sig återigen som Bodentravet. Travbanans största lopp är Norrbottens Stora Pris (tidigare Top of Europe Trot) som avlöps under Bodentravets V75-dag i juni.

## Verksamhet
Travbanan har elva proffstränare (juni 2024). Många av lärlingarna på banan håller även på med monté. På Bodentravet drivs även en travskola med ponnytravare, både russ och shetlandsponny, samt några varmblod. Travskolan har sammanlagt elva hästar, tre russ och fyra shetlandsponnyer, som alla ägs av Norrbottens Ponnytrav-Sällskap (NPTS). På travskolan får man lära sig grunderna i körning och det finns även möjligheter att ta ponnytravslicens.

## Profiler
Säsongen 2016 blev Petri Salmela, vars största stjärna är Makethemark, tränarchampion på banan med 25 segrar och 1,2 miljoner kronor inkört under året. Sandra Eriksson blev säsongens kuskchampion efter att ha tagit 18 segrar och kört in cirka 900 000 kronor.
Historiskt är travhästen Scandal Play, som tränades av Lars Marklund, banans starkaste profil. Det årliga travloppet Scandal Plays Minne, som sedan 2016 körs varje år under slutet av våren på banan, är tillägnat för att hedra honom.